# László Papp Budapest Sports Arena
La László Papp Budapest Sports Arena (in ungherese Papp László Budapest Sportaréna) è un palazzo dello sport multifunzionale situato a Budapest, in Ungheria. La struttura può ospitare fino a 12 500 persone durante gli eventi sportivi (che si riducono a 11 390 per gli incontri di pugilato e a 9 479 per le partite di hockey su ghiaccio).

## Storia
La costruzione del palazzo cominciò il 30 giugno 2001 per sostituire il precedente Budapest Sportcsarnok, costruito nel 1982 e demolito il 15 dicembre 1999. La struttura venne completata in un anno e mezzo circa e la cerimonia di inaugurazione si tenne il 13 marzo 2003. A partire dal 28 maggio 2004 il palazzo porta il nome del campione ungherese di pugilato László Papp e quindi il suo nome ufficiale è da allora Papp László Budapest Sports Arena.
L'edificio ha un peso totale di 200,000 tonnellate e contiene circa 50 000 tonnellate di cemento, 2 300 tonnellate di strutture d'acciaio, più di 11 milioni di bulloni e diversi chilometri di cavi.
L'area multifunzionale dell'edificio può ospitare ogni sorta di eventi sportivi, come pallacanestro, pallavolo, competizioni ginniche, incontri di pugilato e di hockey su ghiaccio, eventi di atletica e, inoltre, eventi aventi ad oggetto sport estremi come motocross, moto d'acqua e surf.
Il palazzo ha inoltre un ruolo importante nell'industria dell'intrattenimento, ospitando regolarmente le più grandi star musicali internazionali, spettacoli di ballo, teatrali e circensi, opere, musical e molti altri eventi particolari.
Il primo grande evento internazionale si tenne nel 2003, quando l'arena ospitò il Campionato mondiale di hockey su ghiaccio - Prima Divisione, nel quale la squadra di casa arrivò terza. L'anno seguente, nel 2004, si tennero i Campionati del mondo di atletica leggera indoor tra il 5 e il 7 marzo, seguiti dalle partite del Campionato europeo femminile di pallamano, edizione 2004 in dicembre. Nel 2005 viene invece ospitato il Campionato Mondiale di Wrestling.
Nel 2007 la Federazione ungherese di hockey celebrò il suo ottantesimo anniversario con una partita amichevole contro i campioni olimpici e mondiali della Svezia. Dopo un agguerrito match, la squadra ungherese trionfò per 2-1 per la gioia degli oltre 8 000 tifosi presenti.
A partire dal 2008 ogni anno, nella Budapest Sports Arena, ha luogo il Tennis Classics, un torneo dimostrativo al quale partecipano assi del tennis presenti e passati. Nel corso degli anni l'edificio ha ospitato campioni del calibro di Stefan Edberg, Mats Wilander, Ivan Lendl o Thomas Muster e anche atleti in piena attività, come Robin Söderling e Tomáš Berdych. Inoltre accanto al Főnix Hall, situato a Debrecen il Budapest Sports Arena ospitò il UEFA Futsal Championship 2010.
Tra il 17 e il 23 aprile 2011 ospitò anche l'edizione del campionato mondiale di hockey su ghiaccio - prima divisione 2011. L'evento suscitò molta attenzione da parte dei fans, che raggiunsero il numero massimo di 8 700 spettatori presenti alla finale disputata fra la squadra di casa e la Italia, un numero eguale a quelli che seguirono la finale del campionato mondiale di hockey su ghiaccio che si disputò a Bratislava.
A seguito della decisione da parte del Comitato Esecutivo della Federazione Europea di Pallamano, il diritto di organizzare il campionato europeo femminile di pallamano del 2014 è stato assegnato all'Ungheria e alla Croazia. Il Budapest Sports Arena è stato scelto per ospitare la fese finale del torneo incluse le semifinali, l'incontro per la medaglia di bronzo e la finale.

## Sistemi antincendio
L'edificio è protetto da svariati sistemi antincendio. Uno di questi è un allarme che, in caso di incendio, dà l'allarme in meno di tre secondi. Il Budapest Sports Arena è anche equipaggiato con un sistema di idranti che, in caso di bisogno, possono essere utilizzati da più di 60 posizioni all'interno della struttura. Inoltre i manicotti possono raggiungere qualsiasi punto dell'Arena. Unici in Ungheria sono poi i tre cannoni ad acqua a flusso elevato che proteggono l'area dell'auditorium che aveva causato la distruzione dell'arena precedente. L'edificio dispone anche di numerose porte antincendio che si bloccano automaticamente in caso il fuoco le raggiunga per evitare il propagarsi delle fiamme.

## Eventi musicali

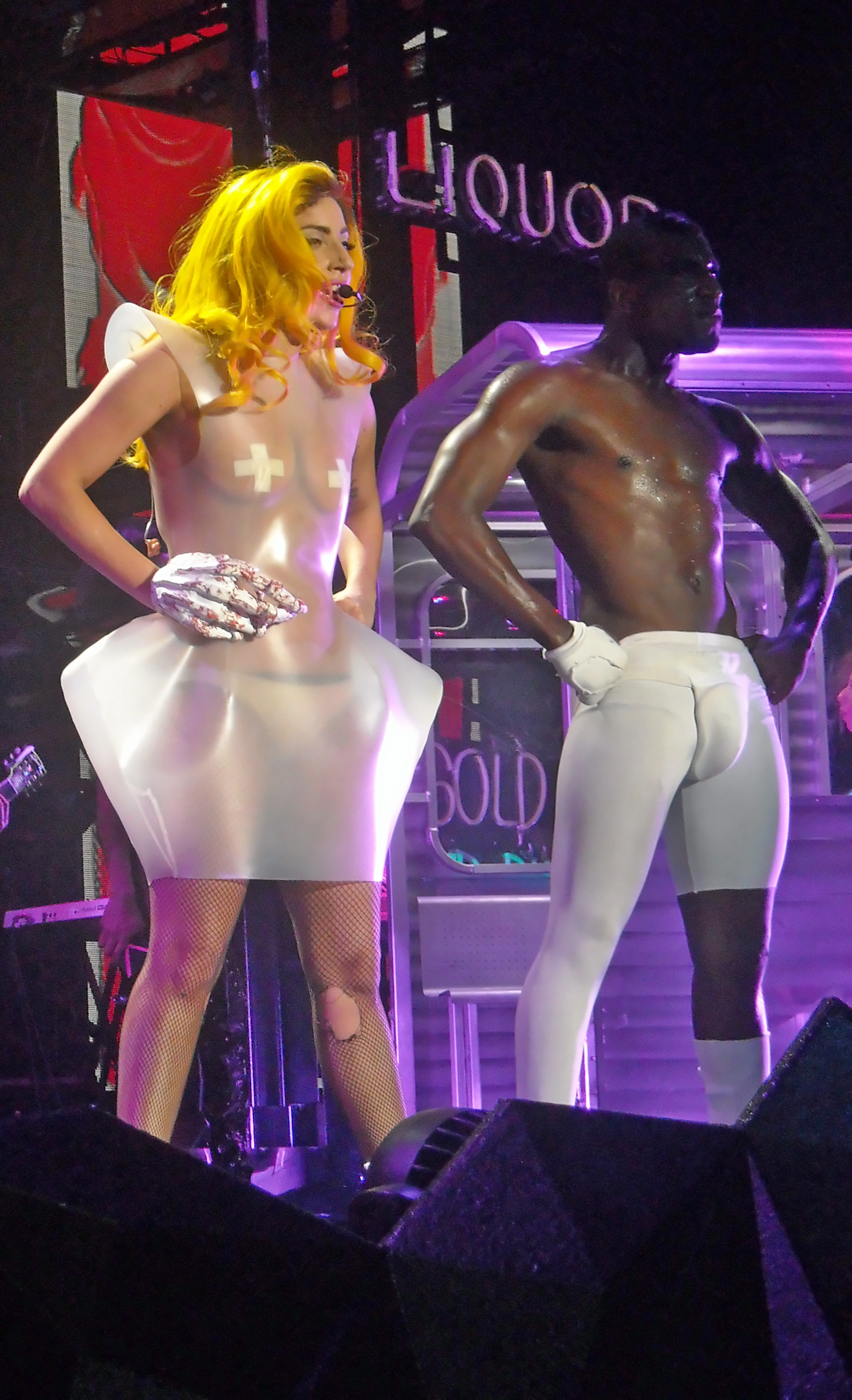
Lady Gaga si esibisce alla Budapest Sports Arena il 7 novembre 2010.

Il 3 maggio 2008 l'edificio ha ospitato il principale evento di danza del mondo: il Sensation White
L'arena ha inoltre ospitato numerosi concerti, di altrettanto numerosi artisti, tra cui:
- 50 Cent
- AC/DC
- A-ha
- Anastacia
- Andrea Bocelli
- Avril Lavigne
- Beyoncé Knowles
- Bob Dylan
- Britney Spears
- Bryan Adams
- Cher
- Chris Rea
- Coldplay
- Dave Gahan
- Deathstars
- Deep Purple
- Depeche Mode
- Diana Krall
- Dream Theater
- Duran Duran
- Ennio Morricone
- Eric Clapton
- Eros Ramazzotti
- Faithless
- Green Day
- Guns N' Roses
- Gwen Stefani
- Iron Maiden
- James Blunt
- Jean-Michel Jarre
- Joe Cocker
- Kiss
- Kraftwerk
- Kylie Minogue
- Lady Gaga
- Limp Bizkit
- Liza Minnelli
- Loreena McKennitt
- Marilyn Manson
- Mark Knopfler
- Muse
- Megadeth
- Nicki Minaj
- Nightwish
- Ozzy Osbourne
- Paul McCartney
- Peter Gabriel
- Phil Collins
- Pink
- Placebo
- Queen + Paul Rodgers
- Rammstein
- Red Hot Chili Peppers
- R.E.M.
- Ricky Martin
- Rihanna
- Robbie Williams
- Roger Waters
- Roxette
- Rúzsa Magdi
- Santana
- Sarah Brightman
- Scorpions
- Seal
- Shakira
- Simply Red
- Slayer
- Snoop Dogg
- Sting
- The Black Eyed Peas
- The Prodigy
- Tiësto
- Tom Jones